# Rason
Rason o Raseon (en hangul, 라선시; en hanja, 羅先), oficialment Ciutat Especial de Rason (en hangul, 라선특별시) és una zona econòmica especial de Corea del Nord amb autogovern, situada al nord-est de la península entre les fronteres de la Xina (província de Jilin) i Rússia (territori de Primorie). Està formada per les viles portuàries de Rajin i de Sonbong.
Amb una superfície de 798 quilòmetres quadrats i una població inferior als 200.000 habitants, aquesta regió va ser creada com «Rajin-Sonbong» després que el govern la deslligués de la província de Hamgyŏng del Nord. En l'any 2000 va adoptar el seu nom actual. I encara que va tornar a integrar-se a Hamgyong entre els anys 2004 i 2009, se li va atorgar l'estatus de "ciutat especial" en l'any 2010.
Tenint en compte la seva localització privilegiada com a frontera de tres estats, l'objectiu de la zona és atreure la inversió de països veïns a través de quatre sectors: indústria manufacturera, logística, transports i turisme. Les empreses —habitualment xineses i russes— obtenen mà d'obra barata amb experiència, mentre que el govern nord-coreà percep una important font de divises.

## Història
L'actual Rasŏn va néixer a partir de dues petites viles pesqueres, Rajin i Sonbong, que amb la industrialització es van convertir en petits desembarcadors. L'activitat d'ambdues viles va créixer quan, durant la guerra russojaponesa, els nipons van ocupar Chongjin i van establir una base de subministraments. El poble va ser rebatejat com «Rashin» i desenvolupat com a port marítim, al final de la línia de ferrocarril que connectava amb la frontera de Manxukuo.
En acabar l'ocupació japonesa es va integrar a Corea del Nord, ocupada per la Unió Soviètica i després sota el govern de Kim Il-sung. L'establiment del sistema Juche va marcar el desenvolupament de la localitat, aïllada de qualsevol influència de l'estranger. No obstant això, la Unió Soviètica va poder utilitzar Raijin com a port quan Vladivostok no estava disponible fins a la seva dissolució en l'any 1991.
L'ascens al poder de Kim Jong-il va suposar un canvi en la gestió d'aquesta zona. En 1991 va ser deslligada de la província de Hamgyŏng del Nord i convertida en «Rajin-Sonbong», una zona econòmica especial amb gestió directa i que el seu objectiu era atreure la inversió internacional. En l'any 2000 va ser rebatejada com «Rasŏn». No obstant això, va tornar sota control de la regió en 2004 pel desinterès estranger i es va mantenir així durant cinc anys. Finalment, el govern nord-coreà va aprofitar un pla del Programa de les Nacions Unides per al Desenvolupament, vinculat a la recuperació del riu Tumen, pel qual va retornar a Rasŏn la seva condició especial en 2010. El pla va comptar amb el suport dels governs de la Xina, Rússia i Mongòlia, que van realitzar obres sota control de les autoritats nacionals a través de quatre sectors: indústria manufacturera, logística, transports i turisme.
La zona econòmica de Rasŏn ofereix condicions especials als inversors estrangers fins a 2025, proporcionant-los mà d'obra barata i qualificada a canvi d'inversions industrials i turístiques. Encara que segueix mantenint unes infraestructures precàries, s'han construït unes altres per connectar-la. Per part de la Xina, en 2011 es va inaugurar una carretera que connecta a la regió amb Hunchun (província de Jilin) per al transport de mercaderies a Shangái, a canvi de dos molls per a carbó i contenidors. I en el cas de Rússia es va estrenar una via fèrria per a ús comercial entre Rajin i la fronterera Jasán (territori de Primorie), a la qual pretén integrar-se més tard el sistema Transsiberià i el Transcoreà.
Rasŏn té la major refineria de petroli de Corea del Nord, plantes per a les indústries tèxtil i alimentària, ports pesquers i dues universitats especialitzades: una de transport marítim (Rajin) i una agrícola (Sonbong). En el cas del turisme, encara per desenvolupar, la majoria dels visitants són ciutadans xinesos que compten amb hotels, casinos i comerços amb primeres marques. El salari mínim dels treballadors nord-coreans és de 80 dòlars al mes, una mica més alt que el percebut pels empleats del parc industrial de Kaesong.

## Geografia
El territori de Rasŏn està envoltat per la costa Mar del Japó a l'est i per sistemes muntanyencs en el nord, però no les grans serralades. En la desembocadura del riu Tumen es troben els dos llacs més grans de la península de Corea: els Bonpo de l'oest i de l'est. La majoria del territori està cobert per boscos i solament el 13,5% és cultivable.
Rasŏn es troba a 80 quilòmetres de Hoeryong i Chongjin. Limita al nord-oest amb el territori de Primorie (Rússia), sent Jasan la ciutat més propera, i al nord amb la província de Jilin (Xina). El riu Tumen delimita la frontera natural.
El clima està condicionat per hiverns rigorosos, amb temperatures mitjanes de 0° en aquesta estació. El mes més fred és gener (-8,8º) mentre que l'agost és el més calorós (20,9º). El cúmul de les precipitacions s'eleva a 770 mm a l'any, amb juny i juliol com els mesos més plujosos.